# Didjits
I Didjits sono stati un gruppo punk statunitense formatasi a Mattoon (Illinois) nel 1985. La formazione era composta da Rick Sims (chitarra/voce), Doug Evans (basso), e Brad Sims (batteria).

## Storia
Il gruppo fu formato nel 1985 dai fratelli Rick e Brad Sims, che avevano già entrambi varie esperienze musicali alle spalle e che condividevano l'interesse per il punk inglese e per i gruppi noise Sonic Youth e Big Black. Dopo aver reclutato Doug Evans come bassista la band iniziò a girare per i locali, arrivando a pubblicare il debutto Fizzjob nel 1987 sulla propria etichetta Bam Bam Records. Nel frattempo la band si guadagnò le attenzioni della Touch & Go Records, che pubblicò il successivo Hey Judester! nel 1988. Il disco, che conteneva già molti dei pezzi più noti della band, fu rapidamente seguito prima dal singolo Lovesiecle poi dal terzo album Hornet Pinata nel 1990. Killboy Powerhead divenne una piccola hit nelle radio dei college e fu in seguito reinterpretata dagli Offspring all'interno di Smash.
Seguirono il bootleg Backstage Passout e il quarto album Full Nelson Reilly nel 1991. Tuttavia l'anno successivo il batterista Brad Sims lasciò la band per problemi personali e per trovare un lavoro. Dopo aver rimpiazzato Sims con Rey Washam, ex Rapeman, Scratch Acid e Big Boys, il gruppo registrò l'EP Little Miss Carriage. Tuttavia ben presto anche Washam uscì dal complesso e fu sostituito per il tour successivo da Todd Cole, con cui fu registrato l'ultimo album Que Sirhan Sirhan. Dopo un ultimo singolo, Headless, il trio si sciolse e i componenti intrapresero strade diverse. Rick Sims suonò per un breve periodo con  Supersuckers e Fred Schneider, prima di formare una nuova band, i Gaza Strippers.

### Reunion
Tutti i componenti originali della band sono apparsi alla celebrazione del venticinquesimo anniversario della Touch and Go Records a Chicago, Illinois il 9 settembre 2006. Il weekend successivo la band ha suonato nuovamente a Champaign.

## Formazione

### Ultima formazione
- Rick Sims - voce, chitarra
- Doug Evans - basso
- Todd Cole - batteria

### Ex componenti
- Brad Sims - batteria
- Rey Washam - batteria

## Discografia

### Album studio
- 1987 - Fizzjob (Bam Bam Records)
- 1988 - Hey Judester (Touch and Go Records)
- 1990 - Hornet Piñata (T&G)
- 1991 - Full Nelson Reilly (T&G)
- 1993 - Que Sirhan Sirhan (T&G)

### Singoli e EP
- 1989 - Lovesicle (T&G)
- 1991 - Fuck the Pigs (T&G)
- 1992 - Little Miss Carriage! EP (T&G)
- 1993 - Dear Junkie b/w Skull Baby/Fire In The Hole (Sub Pop Records)

### Altro
- 1991 - Backstage Passout Live Bootleg (T&G)
- 1992 - Knocked Up Video (T&G)